# Фрейбергс, Ральфс
Ра́льфс Фре́йбергс (латыш. Ralfs Freibergs; род. 17 мая 1991, Рига) — латвийский хоккеист, защитник. Игрок сборной Латвии по хоккею с шайбой.

## Биография
Воспитанник рижской хоккейной школы «Призма». В сезоне 2007/08 играл за команду во второй лиге Латвии. В сезоне 2008/09 играл в высшей лиге страны. Сезон 2009/10 начинал за рижскую команду «Юниорс», которая на тот момент вступала в белорусской экстралиге. С 2010 по 2011 год выступал в Североамериканской хоккейной лиге за команду «Техас Торнадо». Сезон 2011/12 провёл в команде «Линкольн Старз», выступавшей в хоккейной лиге США.
С 2012 по 2014 год учился в университете в Боулинг-Грине, выступал за студенческую команду. В 2014 году сыграл 5 матчей в Американской хоккейной лиге за «Сент-Джонс АйсКэпс». С 2014 по 2016 год выступал в хоккейной лиге Восточного Побережья за клубы «Онтарио Рейн» и «Толедо Уоллай».
В сезоне 2016/17 дебютировал в Континентальной хоккейной лиге за рижское «Динамо». Всего в КХЛ провёл 38 матчей, забросил 1 шайбу и отдал 5 голевых передач. В 2017 году стал игроком чешской команды «Злин».
Выступал за сборную Латвии на юниорских и молодёжных первенствах мира. В 2013 году дебютировал за основную сборную на чемпионате мира по хоккею с шайбой. В 2014 году выступал за команду Латвии на Олимпийских играх в Сочи.